# Hughie McAuley
Hughie McAuley (né le 8 janvier 1953 à Bootle, Liverpool) a été l'entraineur de l'équipe réserve du Liverpool Football Club lors de la saison 2005-2006. Il a précédemment été entraineur de l'équipe des moins de 19 ans de Liverpool. Il travaille pour le club de Livepool depuis 1990, principalement dans le développement des équipes de jeunes du club.
Comme joueur, McAuley signe à Liverpool en 1970, mais ne fait aucun match avec l'équipe première. Il joue aussi pour Tranmere Rovers FC, Plymouth Argyle FC, Charlton Athletic FC, Carlisle United FC et Formby FC.
Son fils, Hugh McAuley, est lui aussi un joueur professionnel de football.